# Deutsche Arbeit
Deutsche Arbeit war eine Kulturzeitschrift in Prag und Berlin von 1901 bis 1944.

## Geschichte
Ab dem Oktober 1901 wurde die Monatsschrift Deutsche Arbeit von der Gesellschaft zur Förderung deutscher Wissenschaft, Kunst und Literatur aus Prag herausgegeben. Sie enthielt Beiträge zur Kultur der Deutschen in Böhmen in sachlich neutraler Form. Die Zeitschrift wollte umfangreiche Informationen vermitteln und damit auch das kulturelle Selbstbewusstsein der Deutschen im Nationalitätenkonflikt mit den tschechischen Behörden in dieser Zeit stärken. Die wichtigste Persönlichkeit war der Germanistikprofessor August Sauer, Herausgeber der Zeitschrift Euphorion, der 1905 auch kurzzeitig die Redaktionsleitung führte.
Im Herbst 1912 wurde Hermann Ullmann der neue Chefredakteur. Seit dieser Zeit war die Zeitschrift deutlich stärker deutschnational ausgerichtet.
Ab Oktober 1918 wurde sie von ihm aus Berlin herausgegeben, da mit der Gründung der Tschechoslowakei deutschkulturelle Aktivitäten dort schwieriger wurden.
Sie widmete sich nun allgemeiner dem Deutschtum im Ausland, besonders in den verlorenen östlichen und südöstlichen Gebieten Österreich-Ungarns.
1937 wurde Hermann Ullmann als Herausgeber und Chefredakteur abgesetzt

„1937 (...) wurde mir die „Deutsche Arbeit“ von der „Volksdeutschen Mittelstelle“, dieser bösartigen Karikatur auf alles, was die Volksdeutschen anstrebten und anstreben mußten, durch einen Federstrich weggenommen, und einem Redakteur übergeben, der sie schnell zugrunde richtete. Der Verantwortliche für diese rühmliche Aktion im Zuge der nationalsozialistischen Gleichschaltung der Volksdeutschen und ihrer Organisationen war ein gewisser Behrens, der unter einem unbedeutenden Chef die „Mittelstelle“ leitete.“

Seitdem war die Zeitschrift nationalsozialistisch ausgerichtet. 1944 erschienen die letzten Ausgaben.
Von 1950 bis 1962 erschien wieder eine Zeitschrift Deutsche Arbeit in München, die an die vorherige anknüpfen wollte.
Titel
- Deutsche Arbeit. Monatsschrift für das geistige Leben der Deutschen in Böhmen, 1901/1902–1917/1918
- Deutsche Arbeit in Österreich, 1918/1919
- Deutsche Arbeit, 1919/1920
- Deutsche Arbeit. Grenzlandzeitschrift, 1920/1921
- Deutsche Arbeit. Führerzeitschrift des Vereins für das Deutschtum im Ausland, 1931–1933
- Deutsche Arbeit. Zeitschrift des Volksbundes für das Deutschtum im Ausland, 1934–1940
- Deutsche Arbeit. Volkstumspolitische Monatsschrift, 1941–1944